# Romuald Kutera
Romuald Kutera (ur. 1949 we Wrocławiu, zm. w marcu 2020 we Wrocławiu) – polski artysta, konceptualista, fotograf, twórca sztuki wideo, mail-artu oraz działań kontekstualnych, performer i kurator wystaw.

## Życiorys

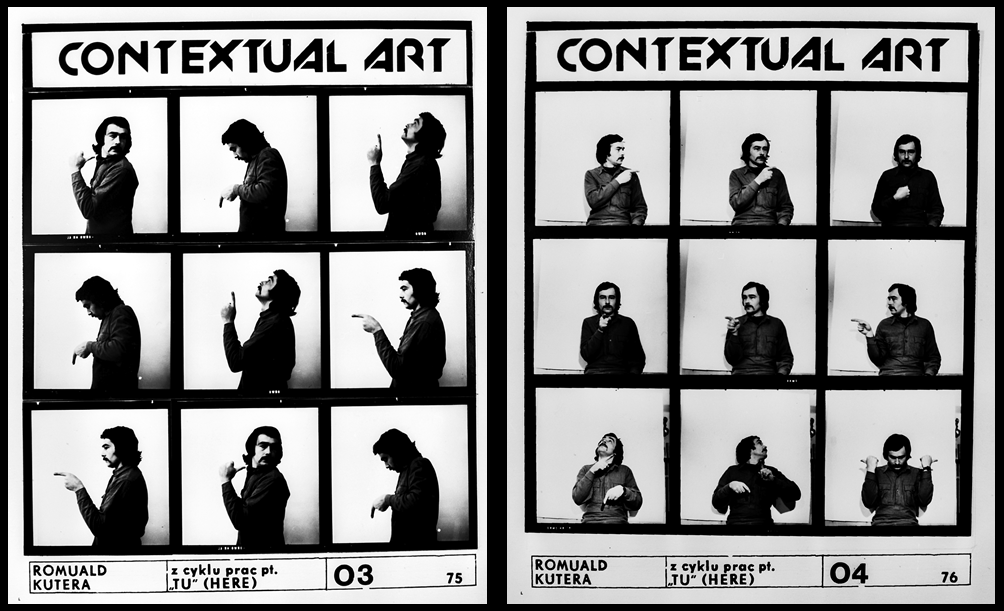
Romuald Kutera, Contextual Art, Cycle „TU”

Romuald Kutera był aktywny twórczo od lat 70. XX wieku do drugiej dekady wieku XXI. Absolwent Państwowej Wyższej Szkole Sztuk Plastycznych we Wrocławiu (obecnie Akademia Sztuk Pięknych we Wrocławiu) na Wydziale Malarstwa, Grafiki i Rzeźby. W latach 1975–1985 pracował na macierzystej uczelni, współprowadził Galerię Sztuki Najnowszej we Wrocławiu (1975–1980). Od 1975 współtworzył międzynarodowy ruch sztuki kontekstualnej wraz z małżonką, Anną Kuterą.
Jak podkreśla prof. dr hab. Anna Markowska:
Romuald Kutera należał do pokolenia, które radykalnie zmieniło polską sztukę, a współtworząc scenę artystyczną Wrocławia przyczyniło się do zmiany prowincjonalnego miasta na dorobku w krajową stolicę nowej sztuki. Ta niewiarygodna przemiana polegała na samoorganizacji i wzięciu spraw we własne ręce. Odtąd „TU” (zgodnie z tytułem cyklu fotografii) ustanowiony został środek świata: ponieważ nie podobały się artyście miejskie galerie, założył własną – w swym mieszkaniu i od razu międzynarodową (1973), by wkrótce potem współtworzyć legendarną dziś Galerię Sztuki Najnowszej, umiejscowioną w Akademickim Centrum Kultury Pałacyk przy ulicy Kościuszki we Wrocławiu; ponieważ nie podobały mu się wyświechtane tematy „artystyczne”, stworzył koncepcję trop artu – tropienia sytuacji i przestrzeni nie spenetrowanych dotąd przez artystów. To wprawiło go w tworzeniu zaskakującej i nowatorskiej sztuki, przy pomocy wszelkich dostępnych mediów – od aparatu fotograficznego po teleportację. Ciekawy społecznego oddziaływania sztuki, współtworzył ruch kontekstualny Jana Świdzińskiego. Łączył w sobie sprzeczne cechy: choć był konceptualistą, był wrażliwy na piękno jako transcendentny dar, a jeden z jego ostatnich cykli fotografii odnosił się do greckiej mitologii; kultywując swoją pojedynczą sprawczość ogłosił się projektantem kultury (1977), a lubiąc ludzi i doceniając kolegów-artystów wspierał ich jako kurator (niemal do ostatnich lat jako szef Galerii Sztuki Najnowszej w Gorzowie Wielkopolskim).
Pochowany na cmentarzu parafialnym we wsi Szewce koło Wrocławia.

## Twórczość

### Najważniejsze realizacje
W latach 1970–1974 zrealizował autorską fotografię kreacyjną, film oraz performance. Prace tego okresu opowiadają o naturze, czasie i przestrzeni. Są to m.in.: Program Trop-Art. – autorski zestaw fotografii, szkiców i notatek, opracowanych w formie plakatów; Zejście – Wejście – akcja artystyczna; Zegar czasu – akcja artystyczna; Afirmacja Sztuki – film 16 mm, czarno-biały, Afirmacja sztuki – katalog fotografii kreacyjnej, A5, czarno-biały; Publikacja – wydawnictwo artystyczne. W latach 1975–1977 – określa czas i przestrzeń rzeczywistości dzięki pojęciu „TU”. Krótki zwrot ma na celu podkreślenie poetyckiej metafory, w formie fotografii i filmu. Prace z tego okresu to: TU – zestawy fotografii i sekwencje filmowe 16 mm, czarno-białe, Korekta – video performance; Przekazywanie Kamery – film 16 mm, czarno-białe video; Interpretacja – Reinterpretacja – zestawy fotografii. W latach 1978–1980 publikuje nową teorię sztuki „Anons o działaniach projektujących”. Prace z tego okresu to: Racjonalizacje Gier – akcja artystyczna; Działania lokalne na Kurpiach – praca w ramach programu sztuki kontekstualnej.
W latach 1981–1993 sformułował koncepcję Filmów czytanych. Tematem tych prac są woda, morze, mity i legendy morskie. Wśród nich należy wymienić: Traktat o historii sztuki – I, II; Serial abstrakcyjny – I, II, III; Inne morze – I, II, III, IV; Trójkąty bermudzkie – I do XXV ; Moja historia sztuki – zestaw fotograficzny; Serial gazetowy; Atlantyda – I, II, III. Od 1994 roku tematem prac staje się woda, która funkcjonuje jako podstawowe medium prac Romualda Kutery. Są to instalacje wodne i obiekty multimedialne wykorzystujące ten związek chemiczny: zestaw Syreny; Łódź Charona – rzeźba stalowa; zestaw Nimfa; Od 2009 wprowadził do swoich zabiegów artystycznych wymyśloną, mitologiczną postać o imieniu Odryka, z której pomocą buduje nowe przestrzenie wizualne sztuki m.in. Objawienie Odryki – zestaw fotografii; Pierwsza rozmowa – zestaw fotografii; Odryka nad Odrą – zestaw fotografii na blasze srebrzonej. Od 2014 roku realizował także cykl fotografii łączonych z fragmentami luster zatytułowany Fragmentacje.

### Wystawy indywidualne
- 1972 – Trop-Art – PWSSP, Wrocław

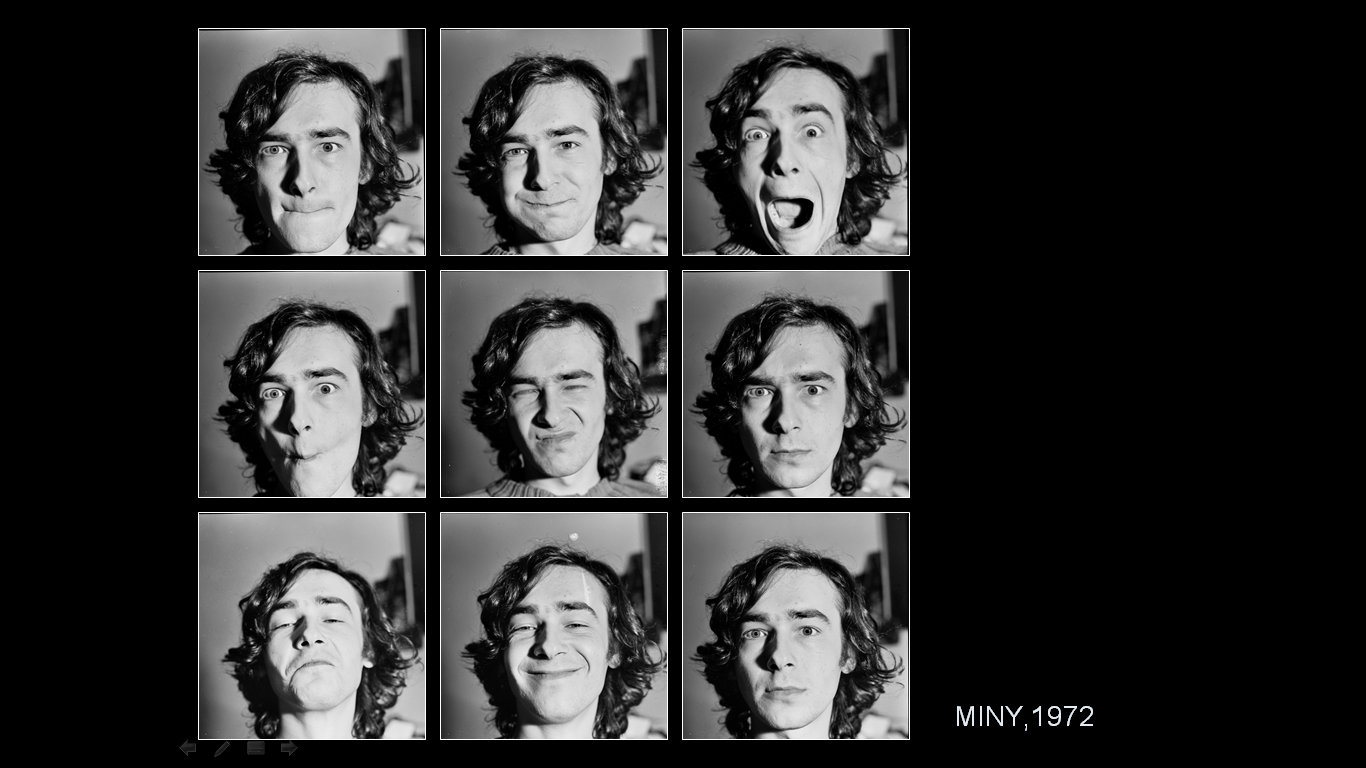
Romuald Kutera, Miny, 1972

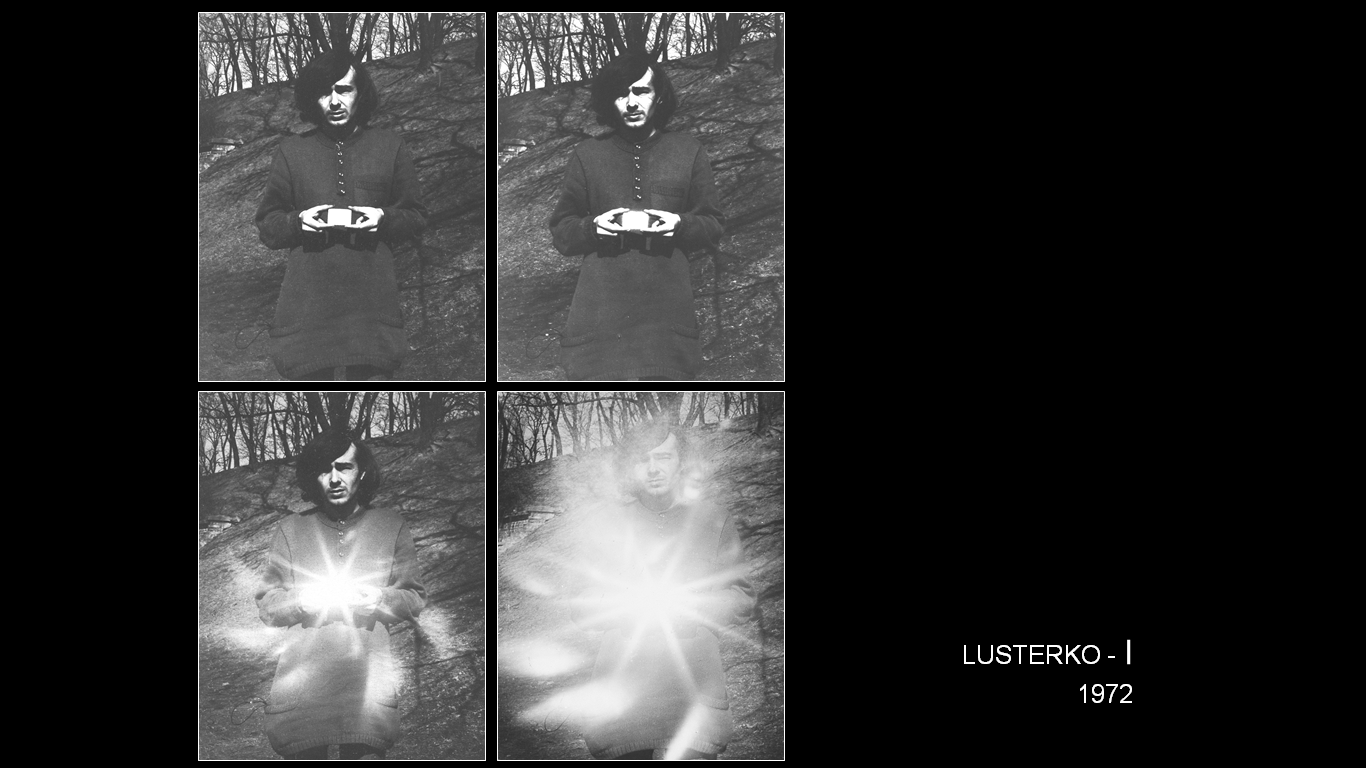
Romuald Kutera, Lusterko, 1972

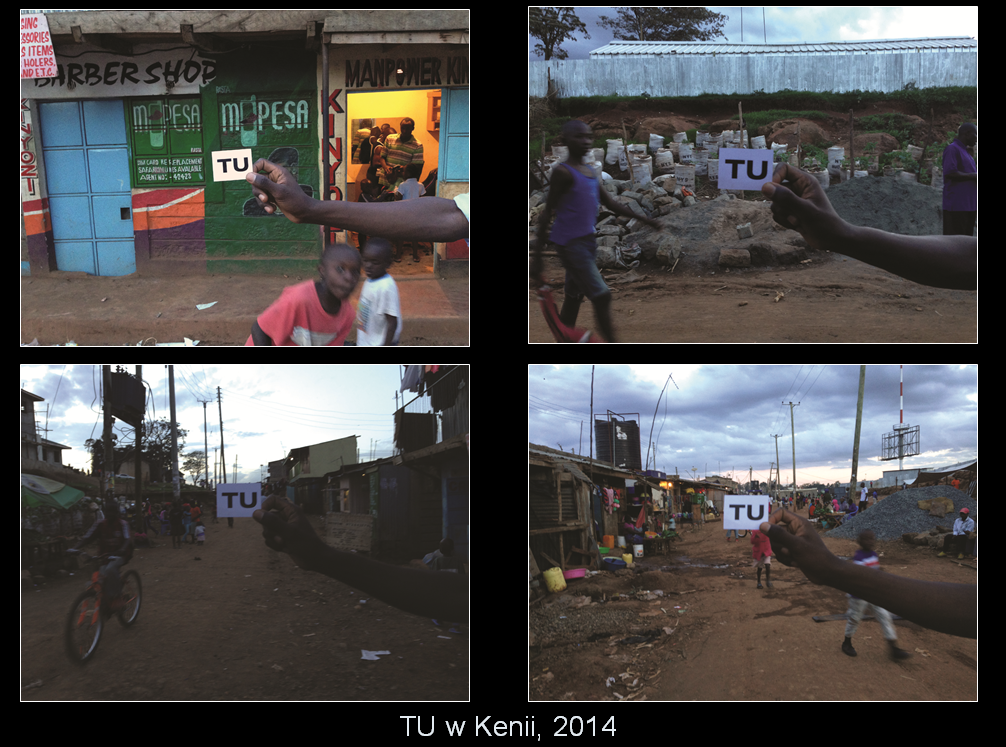
Romuald Kutera, TU w Kenii, 2014

- 1973 – Prezentacje – Galeria Nawias, Wrocław
- 1974 –TU – Wrocławska Galeria Fotografii
- 1975 – Sztuka jest ciągłą transformacją Rzeczywistośći – Galeria Kalambur, Wrocław[7]
- 1977 – TU – Galeria Sztuki Najnowszej, Wrocław[8]
- 1977 – Kontekstualne Tu – Galeria Labirynt, Lublin[12]
- 1978 – Racjonalizacje Gier – Galeria Sztuki Najnowszej, Wrocław[8]
- 1979 – Projekcje – Mała Galeria, Warszawa
- 1981 – Filmy czytane – Maximal Art Gallery, Poznań
- 1982 – Filmy czytane – BWA, Gorzów Wlkp.
- 1984 – Filmy czytane – Galeria Labirynt, Lublin[13]
- 1985 – Films to be read – A.R.C. (Artcurture Resource Centre), Toronto, Kanada[14]
- 1986 – Księga pustyni – Galeria Foto-Medium-Art, Wrocław
- 1986 – Film bez kina – Galeria Foto-Medium-Art, Wrocław
- 1990 – Twarz Ściany – Galeria Foto-Medium-Art, Wrocław
- 1992 – Trójkąty sentymentalne – Galeria FF, Łódź
- 1992 – Trójkąty sentymentalne – BWA, Lublin
- 1994 – Natura trójkąta – program telewizyjny Wernisaż w Piątce TVP – Wrocław[15]
- 1994 – Natura trójkąta – Galeria Sztuki, Legnica
- 1998 – Instalacje wodne – Galeria Miejska, Wrocław[16]
- 2000 – Kropiatka Rzeczna – Galeria Awanport, Wrocław
- 2001 – Wodne klimaty – Galeria Miejska, Wrocław[16]
- 2003 – Druga część Całości – Galeria Miejska, Wrocław[16]
- 2005 – Syreny – Galeria Entropia, Wrocław
- 2006 – Malarstwo jako Fotografia – Mała Galeria Fotografii Kontrast, Oborniki Śląskie
- 2010 – Z metalu na metal – Muzeum Narodowe we Wrocławiu[17]
- 2011 – Kutera Pictures – BWA, Kielce
- 2011 – Długość Fali – Galeria Sztuki Współczesnej Opole[18]
- 2011 – Teatralizacja Światła –Galeria Miejska, Wrocław[19]
- 2012 – Mała Galeria GTF (Gorzowskie Towarzystwo Fotograficzne) Gorzów Wlkp.[20]
- 2014 – Romuald Kutera i Galeria Sztuki Najnowszej – Muzeum Współczesne, Wrocław[21]
- 2017 – Odryka – Hydropolis (OKiS), Wrocław[22]
- 2019 – TU – Galeria Foto-Gen (OKiS), Wrocław[23]

### Najważniejsze wystawy zbiorowe w Polsce
- 1972 – Sztuka Aktualna – Dom Kultury MPK, Wrocław[2]
- 1973 – Dokumentacje – Galeria Nawias, Wrocław
- 1974 – Prezentacja Międzynarodowej Galerii Sztuki Najnowszej – Galeria Remont, Warszawa[24]
- 1974 – Translokacja – Galeria Raport, Białystok[8]
- 1975 – Afirmacja Sztuki – Wrocławska Galeria Fotografii[7]
- 1975 – Akcja Kontakt – Wrocławska Galeria Fotografii
- 1975 – Sztuka jest ciągłą transformacją Rzeczywistości – Galeria Kalambur, Wrocław[8]
- 1976 – Sztuka Młodych – BWA, Sopot
- 1977 – Stany Graniczne Fotografii – SARP, Katowice[25]
- 1977 – Foto-Medium-Art – Wrocławska Galeria Fotografii
- 1977 – Wystawa Katedry Malarstwa PWSSP Wrocław – BWA, Wrocław
- 1978 – Co robimy – wystawa przy XII Festiwalu Muzyki Współczesnej – Filharmonia, Wrocław
- 1978 – Co robimy – Galeria Znak, Białystok
- 1978 – Wiosenne Konfrontacje Młodych – BWA, Wrocław
- 1978 – Co robimy – Galeria Sztuki Najnowszej, Wrocław
- 1978 – Analizy mediów – BWA, Łódź
- 1978 – Prezentacje – BWA, Wrocław
- 1979 – Porównania: Logika – Zmysły – XXXII Festiwal Sztuk Plastycznych – BWA, Sopot
- 1980 – Kontakt: od agitacji do kontemplacji – Międzynarodowe Biennale Grafiki, Kraków
- 1981 – Konstrukcja w procesie Falochron – STK, Łódź
- 1981 – Sztuka lat 70. – BWA, Sopot
- 1981 – Międzynarodowe Triennale Rysunku – Muzeum Architektury, Wrocław
- 1983 – Postawy – BWA, Lublin
- 1988 – Polska Fotografia Intermedialna lat 80. – BWA, Poznań[26]
- 1989 – Indywidualności Sztuki Intermedialnej – Centrum Sztuki Zamek Ujazdowski, Warszawa
- 1989 – Fotografia i/gra z Rzeczywistością – BWA, Łódź
- 1989 – Continuum – Galeria Foto-Medium-Art, Wrocław[27]
- 1989 – Wczoraj i Dziś – BWA, Sopot
- 1990 – Konstrukcja w Procesie – STK, Łódź
- 1991 – Przestrzenie Sztuki – BWA, Lublin
- 1991 – Czas Obecny – historia opowiadania – Galeria Miejska, Wrocław[28]
- 1991 – Nowe Przestrzenie Fotografii, II Konferencja Wschód – Zachód – Muzeum Architektury, Wrocław[29]
- 1992 – V Międzynarodowe Triennale Rysunku, Muzeum Architektury, Wrocław[30]
- 1993 – Nie / obecność w Naturze, III Konferencja Wschód Zachód – Zamek Wojnowice
- 1994 – Polska abstrakcja analityczna – BWA, Wrocław
- 1995 – Polska abstrakcja analityczna – Galeria Sztuki, Łódź
- 1995 – Polska abstrakcja analityczna – Galeria Stara, Lublin
- 1996 – Spirala 1 – Fundacja Gerarda Kwiatkowskiego, Świeradów Zdrój
- 1997 – Biennale Sztuki Nowoczesnej – Muzeum Sztuki Nowoczesnej, Zielona Góra
- 1998 – 52 lata ZPAP we Wrocławiu – Galeria Miejska, Wrocław[31]
- 2000 – Utkane Jatki – ZPAP, Wrocław
- 2003 – Galeria Oborniki Śląskie II – Obornicki Ośrodek Kultury, Oborniki Śl.
- 2005 – Galeria Oborniki Śląskie III – Obornicki Ośrodek Kultury, Oborniki Śl.
- 2005 – Spotkanie kontekstualne – Galeria Entropia, Wrocław[32]
- 2006 – Wieżowce Wrocławia, Jubileusz 60.lecia wrocławskiej ASP – Muzeum Narodowe, Wrocław
- 2006 – CDN. Inne Media – ZPAP, BWA Wrocław
- 2007 – Lustro Natury – OKiS, Arsenał, Wrocław
- 2007 – Galeria Oborniki'4 – Ośrodek Kultury w Obornikach Śląskich
- 2007 – Anniversary Show – Galeria Foto-Medium-Art, Kraków
- 2007 – Wrocław Non-stop – multimedialny pokaz na Pl. Św. Elżbiety, ZPAP, Wrocław
- 2008 – 3. Wystawa Dolnośląskiego Towarzystwa Zachęty Sztuk Pięknych – Muzeum Architektury, Wrocław
- 2008 – Podwodny Wrocław – ZPAP, Galeria Browar Piastowski, Wrocław
- 2008 – Teraz! Artyści Galerii Foto-Medium-Art – Mazowieckie Centrum Sztuki Współczesnej Elektrownia, Radom[33]
- 2009 – 4. Wystawa Dolnośląskiego Towarzystwa Zachęty Sztuk Pięknych – Muzeum Architektury, Wrocław[34]
- 2010 – wystawa poplenerowa Park sztuki – Zamek Kliczków – ZPAP, Arsenał, Wrocław
- 2010 – Podwodny Wrocław – ZPAP, Galeria Browar Piastowski, Wrocław
- 2010 – Konceptualizm. Medium fotograficzne w ramach FOKUS Łódź Biennale, Muzeum Miasta Łodzi
- 2011 – Save as Art – w ramach III Festiwalu Sztuka i Dokumentacja, ŁDK, Łódź[35]
- 2011 – Po setce wystawa jubileuszowa 100-lecie ZPAP, Galeria Miejska, Wrocław[36]
- 2011 – Festiwal Konteksty w Sokołowsku, Fundacja „In Situ”, Sokołowsko[37]
- 2012 – Pełnia sztuczna/The Artificial Fullmoon – Muzeum Współczesne Wrocław[38]
- 2013 – Jest / nie ma. Wystawa prac z Kolekcji Sztuki Współczesnej DTZSP – Muzeum Współczesne Wrocław[39]
- 2016 – Trzecia strona niewinności wystawa ze zbiorów Dolnośląskiego Towarzystwa Zachęty Sztuk Pięknych; Art. Main Stadion, MIA Gallery (Dworzec Główny we Wrocławiu)[40]
- 2016 – Sztuka na wodzie, w ramach Nocy Muzeów – Fundacja Otwartego Muzeum Techniki, Wrocław
- 2017 – 25/25 – Galeria Miejska, Wrocław[41]
- 2017 – Obrazy świata – Galeria BB, Kraków[42]
- 2017 – Nowe horyzonty w nowych mediach. Zjawiska sztuki współczesnej w latach 1945–1981 – Muzeum Sztuki Współczesnej Pawilon Czterech Kopuł, Oddział Muzeum Narodowego we Wrocławiu[43]
- 2017–2018 – Wrocław konkretny – Dzieła z kolekcji Dolnośląskie Towarzystwo Zachęty Sztuk Pięknych – Muzeum Współczesne Wrocław[44]
- 2018 – A my po ESK… Ekspresja, Struktura, Kolor – (ZPAP Wrocław) BWA Awangarda, Wrocław[45]
- 2018 – Mikrohistorie – Galeria Fundacji ARTON, Warszawa
- 2020 – Poezja i Performance. Perspektywa wschodnioeuropejska – Muzeum Współczesne Wrocław[46]

### Najważniejsze wystawy zbiorowe za granicą
- 1973 – Contemporary Art from Poland – CAYC, Buenos Aires, Argentyna
- 1973 – Mirror – Balatonboglar Chapel, Węgry[47]
- 1973 – Information – Perception – Reflection – Sodertelje Kommun, Szwecja
- 1974 – Document – Columbia University, New York, USA
- 1975 – Polish Avangarde – Gallery of Students Centre, Zagreb, Jugosławia
- 1976 – Contextual Art – Museum of Modern Art, Malmö, Uniiversity in Lund, Szwecja
- 1976 – Conference about Contextual Art and presentation Polish Art – C.E.A.C. (Centre Experimental Art Communication), Toronto, Kanada
- 1976 – Contemporary Art from Poland – Toronto University, Kanada
- 1976 – Contemporary Art from Poland – Neuberger Museum, State University, New York
- 1976 – Contemporary Art from Poland – International Local, NY
- 1976 – Contemporary Art from Poland – Visual Arts Shool, NY
- 1977 – Video Art – C.E.A.C. Toronto, Kanada
- 1977 – Visual Poetic – Contemporary Art Museum, São Paulo, Brazylia
- 1977 – Peace Please – Museum City of Copenhagen, Dania
- 1978 – Art of East Europe – Modern Art Museum, Eindhoven, Belgia
- 1979 – Work and Worlds – De Appel Gallery, Amsterdam, Holandia[48]
- 1980 – Artists from Wrocław – A Pecsi Gallery, Węgry
- 1981 – Mail Art – São Paulo Biennale, Brazylia[7]
- 1981 – Metronom – Barcelona, Hiszpania
- 1985 – Contemporary Art from Poland – Walter Philips Gallery in Banff Centre, Kanada[49]
- 1986 – Polish Manifestation in Assen – Drents Museum, Assen, Holandia
- 1988 – Meta-Raum – Fachhochschule, Düsseldorf, Niemcy
- 1990 – Photographic Statements – Gallery of Photography, Jyväskylä, Finlandia
- 1991 – Passagen der Photografhie – FLUSS Schloss Wolkersdorf, Wiedeń, Austria[50]
- 1991 – Mai de la Photo – Reims, Francja[51]
- 1991 – De Pologne Dans et par la Photo – Castres, Francja
- 1991 – 4th International Alternative Art Festival – Nowe Zamky, Słowacja[52]
- 1998 – Kunst aus Breslau – Galerie Aller Art, Bludenz, Austria
- 1999 – Grosse Kunst Austellung Düsseldorf – Muzeum Kunstpalast, Niemcy
- 2000 – Auf-GE-zaumt-Kunst in der City – Gelsenkirchen, Niemcy
- 2007 – Grosse Kunst Austellung Düsseldorf – Muzeum Kunstpalast, Niemcy
- 2009 – Passing through – Galeria Kunstpunkt, Berlin
- 2010 – Międzynarodowa prezentacja sztuki filmowej Filmy niekontrolowane – Royal Academy of Art, Londyn and Museum of Art, Tel Aviv
- 2011 – Koncept Fotografie aus Polen – Freies Museum, Berlin
- 2015 – Wild West. A history of Wrocław’s Avant-Garde exhibition – Koszyckie Centrum Kultury, Kunsthalle, Koszyce, Czechy[53]
- 2016 – Wild West. A history of Wrocław’s Avant-Garde exhibition – Kunstmuseum, Bochum, Niemcy[54]
- 2016 – Wild West. A history of Wrocław’s Avant-Garde exhibition – Muzej suvremene umjetnosti, Zagreb, Chorwacja[55]
- 2016 – Wild West. A history of Wrocław’s Avant-Garde exhibition – Ludwig Muzeum, Budapeszt, Węgry[56]

## Plenery, sympozja, festiwale, seminaria, wykłady
- 1971 – Spotkanie organizacyjne dot. Festiwalu Nowa Ruda – Zakopane
- 1972 – Festiwal Studentów szkół Artystycznych Nowa Ruda – ZG ZSP, Nowa Ruda[8]
- 1974 – Festiwal Studentów szkół Artystycznych Nowa. Ruda – ZG ZSP, Nowa Ruda[8]
- 1975 – Festiwal Studentów Szkół Artystycznych Krajów Nadbałtyckich F-ART, Gdańsk[8]
- 1976 – Festiwal Studentów szkół Artystycznych Cieszyn – ZG ZSP, Cieszyn[8]
- 1976 – plener Osetnica'76 – ZO ZPAP Wrocław
- 1976 – Międzynarodowe Sympozjum Sztuka Kontekstualna – Museum of Modern Art, Malmö/Szwecja[57]
- 1976 – Międzynarodowe Sympozjum Sztuka jako Sztuka Kontekstualna – CEAC (Centre of Experimental Art. Communication) Toronto/Kanada[58]
- 1977 – Konferencja Sztuka Kontekstualna – Świnoujście
- 1977 – Konferencja CDN – Galeria Współczesna, Warszawa
- 1977 – Sympozjum Stany Graniczne Fotografii – ZPAF, Katowice[25]
- 1977 – Sprawozdanie z Toronto – Galeria Sztuki Najnowszej, Wrocław
- 1977 – Sprawozdanie z Toronto – Galeria Na piętrze, Łódź
- 1977 – Sprawozdanie z Toronto – Galeria „Labirynt”, Lublin
- 1977 – Sprawozdanie z Toronto – WDK, Białystok[8]
- 1977 – Sprawozdanie z Toronto – Galeria Remont, Warszawa
- 1977 – Międzynarodowe Sympozjum Sztuka jako Działalność w Kontekście Rzeczywistości – Galeria Remont, Warszawa
- 1977 – Konferencja Sztuka Kontekstualna w Kazimierzu nad Wisłą – Galeria Arcus, Lublin[59]
- 1977 – Sympozjum Oferta – LDK i Galeria Labirynt, Lublin
- 1978 – Festiwal Kultury Studentów PRL – ZG SZSP, Poznań
- 1978 – Sympozjum Nowa Sztuka w Poszukiwaniu Wartości w Jankowicach – Maximal Art. Galery, Poznań
- 1978 – Sympozjum Spotkania Nowej Awangardy w Białowieży – Galeria Znak – Białystok[60]
- 1977 – Sprawozdanie z Toronto – Galeria Sztuki Najnowszej, Wrocław – Galeria Sztuki Najnowszej, Wrocław
- 1978 – Sympozjum Oferta – LDK i Galeria Labirynt, Lublin
- 1979 – Warsztaty twórcze Spór o Współczesny Obraz Sztuki w Płocku – Galeria Sztuki Najnowszej, Wrocław
- 1979 – Festiwal Sztuk Plastycznych Porównania: Logika – Zmysły – BWA, Sopot
- 1979 – Seminarium Wartości Nowej Sztuki w Trzebnicy – Centrum Sztuki Współczesnej, Wrocław
- 1979 – Sympozjum Co Robią – Centrum Sztuki Współczesnej, Wrocław
- 1980 – Sympozjum Spotkania Wrocławskie w Szczodrem – Salon Sztuki Najnowszej, Wrocław
- 1981 – Plener Osieki'81 – ZO ZPAP i Muzeum Okręgowe w Koszalinie
- 1983 – Sympozjum Problemy Sztuki Współczesnej – BWA, Gorzów Wlkp
- 1985 – Wykłady Awangard Art in Poland and Civil War – Toronto University, Slavistic Departament; London University, Department Art-history, Kanada
- 1990 – Sympozjum Być Artystą, Wojnowice – OKiS, Wrocław, SASI Warszawa
- 1991 – Międzynarodowy Festiwal Performance Czas Obecny: Historia Opowiadania – BWA, Sopot
- 2005 – Spotkanie Kontekstualne – Galeria Entropia, Wrocław[32]
- 2009 – Debata Sztuka Kontekstualna – Galeria Sztuki Najnowszej, Gorzów Wlkp.[61]
- 2009 – Plener Zamek Kliczków 2009 – ZO ZPAP Wrocław
- 2010 – Debata Ruch Fluxus – Galeria Sztuki Najnowszej, Gorzów Wlkp[62]
- 2011 – Plener Zamek Kliczków 2011 – ZO ZPAP Wrocław
- 2011 – Festiwal Konteksty w Sokołowsku – Fundacja Sztuki Współczesnej In Situ, Sokołowsko
- 2017 – Spotkanie autorskie w ramach Podróży plejady artystów współczesnych, Muzeum Współczesne Wrocław[63]

## Prace w kolekcji
Prace Romualda Kutery znajdują się w takich zbiorach jak:
- Muzeum Narodowe w Warszawie
- Muzeum Narodowe we Wrocławiu
- Aalvar Alto Museum, Jyväskylä, Finlandia
- Museum of Modern Art, São Paulo
- Muzeum Sztuki w Łodzi[64]
- Centrum Sztuki Zamek Ujazdowski, Warszawa
- Kolekcja Dolnośląskiego Towarzystwa Zachęty Sztuk Pięknych[65]
- Muzeum w Koszalinie[66]
- kolekcja BWA w Lublinie (obecnie Galeria Labirynt), Polska[12][13]
- kolekcja Małej Galerii w Warszawie, Polska
- TVP (dokumentacja z wystaw i prezentacji autorskich)

a także w licznych zbiorach prywatnych w kraju i za granicą.